# The River King
(Tagline del film)
The River King è un film del 2005 diretto da Nick Willing.
Il soggetto è tratto dall'omonimo romanzo di Alice Hoffman.

## Trama
Nell'esclusiva scuola di Haddan studenti ed insegnanti non hanno alcun contatto con il mondo esterno, ma quando il corpo senza vita di uno studente viene ritrovato in riva al fiume adiacente alla scuola, si vedono costretti ad aprire le porte alla polizia. Il detective Abel Gray inizia ad indagare su quello che sembra in tutto e per tutto un suicidio, ma durante le sue indagini, a cui si unirà la professoressa Betsy, scopre inquietanti tracce.